# Istoria Israelului
Statul modern Israel și-a declarat independența la 14 mai 1948, după aproape două mii de ani de când evreii au fost împrăștiați în jurul bazinului mediteranean de către Imperiul Roman. Începând cu secolul XIX, mișcarea sionistă a lucrat pentru recrearea unui nou stat pentru poporul evreu. Independența Israelului a fost marcată de o masivă imigrație a evreilor, de conflictul cu palestinienii și de războaiele cu statele arabe vecine. Începând cu 1970, Statele Unite ale Americii a fost principalul aliat al Statului Israel. În 1979, tratate de pace au fost încheiate cu Egiptul și în 1994 cu Iordania. În 1992 s-a încheiat un acord la Oslo între Israel și Organizația pentru Eliberarea Palestinei, care reprezintă o bună parte a arabilor palestinieni. Între timp procesul de pace între Israel și palestinieni a ajuns la un impas prelungit. Aproape 42% din evreii din lume trăiesc astăzi în Israel.
Israelul modern este aproximativ situat pe teritoriul regatelor evreiești din antichitate care sunt locul de naștere al iudaismului, al creștinătății și conține locuri sfinte pentru toate religiile monoteiste principale din lume. Evreii au fost alungați din aceste teritorii în special de romani de-a lungul secolelor de conflict, deși unii evrei au rămas. În Evul Mediu, zona a fost unul din principalele locuri ale conflictului dintre creștinătate și islam. Expulzarea evreilor din Spania a condus la o creștere, deși mică a prezenței evreilor în Palestina. În perioada modernă, persecuțiile din Europa au condus la crearea mișcării sioniste, care a câștigat sprijin internațional pentru a înființa un nou stat majoritar evreu.

## Istoria evreiască în Israel
În Biblia ebraică, tradiția exprimată în cartea Genezei (a Facerii) povestește despre Iacob(Yaakov), nepot al patriarhului Abraham (Avraham), și care a primit numele de Israel. El a avut doisprezece fii care au fost strămoșii celor douăsprezece triburi cunoscute ca „copiii (fiii) lui Israel”. Iuda (Yehuda) a fost cel de-al patrulea copil al lui Israel.

### Primii israeliți (1200-950 î.Hr.)
Vezi de asemenea: Regatul Israel, Evrei, Triburile israelite.

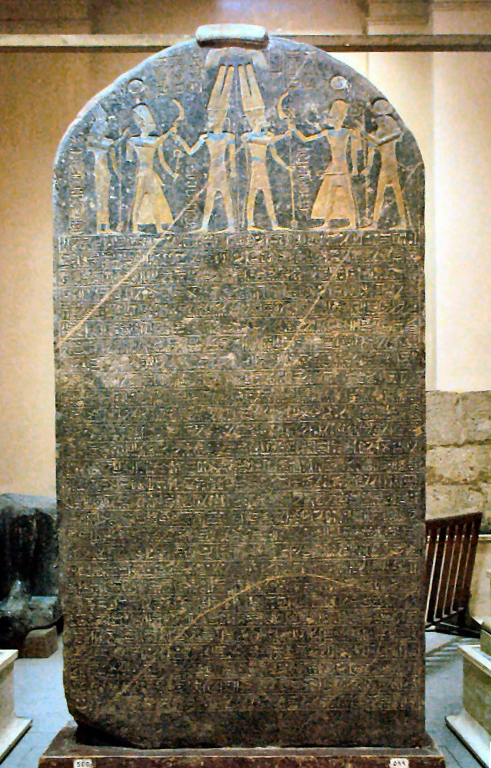
Stela lui Merneptah (JE 31408), cea mai veche înregistrare a numelui "Israel" (Muzeul din Cairo)

Prima înregistrare a numelui Israel este în Stela lui Merneptah c. 1209 înaintea erei noastre și în care faraonul anunță cu mândrie că „Israelul este pustiit și sămânța lui nu mai este”. Wiliam Dever vede acest „Israel” ca o entitate culturală și probabil politică, dar mai degrabă un grup etnic decât un stat organizat.
Străbunii israeliților erau, după limbă, semiți, înrudiți cu canaaniții și probabil amestecați cu aceștia în cursul timpului. McNutt spune, „Este mai sigur să presupunem că cândva în epoca fierului, o populație a început să se identifice drept „israeliți”, astfel separându-se cultural de canaaniți prin diferențe precum interzicerea căsătoriilor inter-rasiale, un accent pe istoria familiei, genealogiei și a religiei.”
Așezările aveau o populație între 300 și 400 de oameni care trăiau din agricultură și din păstorit. Erau în mare parte auto-suficienți. Schimburile economice erau prevalente. Scrisul era cunoscut și accesibil pentru înregistrări chiar și în orașele mici. Dovezile arheologice indică o societate de așezări dar cu resurse mai limitate și cu populații mai mici.

### Israel și Iudeea (cca. 1200-576 î.Hr.)
Biblia ebraică descrie frecvent războaiele dintre evrei și alte triburi, inclusiv filistenii, grup etnic din rândurile  „popoarelor mării”, probabil de origine indo-europeană, care își aveau capitala la Gaza.
În jurul anului 930, regatul ebraic, ale cărui figuri fondatoare intrate în legendă, au fost Saul (Shaul), David și Solomon (Shlomó), s-a despărțit între Regatul Iuda și Regatul Israel. Existența monarhiei unite nu este acceptată pe larg.
O alianță între Ahab al Israelului și Ben Hadad al II-lea al Damascului a reușit să respingă invazia asiriană, prin victoria în Bătălia de la Qarqar (854). Oricum, Regatul Israel a fost în final distrus de regele asirian Tiglatpalasar al III-lea, în jurul anului 750. Regatul filistean a fost de asemenea distrus. Asirienii au trimis cei mai mulți din israeliții din regatul din nord în exil, astfel creându-se bazele legendelor în jurul soartei enigmatice a „triburilor pierdute ale lui Israel”. Samaritenii spun că ei sunt descendenții supraviețuitorilor triburilor pierdute, deși se crede că ar fi fost în mare parte urmași ai coloniștilor asirieni. O revoltă israelită (724-722) a fost învinsă după asediul și capturarea Samariei de către Sargon al II-lea.
Regele asirian Sennacherib a încercat, dar a nu a reușit, să cucerească Iudeea. Surse asiriene pretind că el i-a pedepsit pe iudei și apoi a plecat. (Herodot de asemenea descrie aceasta expediție militară asiriană).

### Ocupația babiloniană, persană și greacă (586-2 î.Hr.)
Imperiul Asirian a fost înfrânt de mezi și babilonieni în 612 î.Hr.. În 586 î.Hr., regele Nabucodonosor al II-lea (în ebraică - Nevuhadenetzar) al Babilonului a cucerit Iudea. Conform Bibliei Evreiești, a distrus Templul lui Solomon și a exilat o parte din evrei, mai cu seamă elita ebraică, în Babilon.
În 538, Cirus cel Mare al Perșilor a cucerit Babilonul și i-a ocupat imperiul. Cirus ar fi emis o proclamație acordând națiunilor subjugate (incluzând israeliții) libertatea; decretul este considerat legendar (închipuit, nu real). Conform Bibliei, 50.000 de israeliți, conduși de Zerubabel s-au întors în Iudeea  și au reconstruit templul. Un al doilea grup de 5000, conduși de Ezra și Neemia (Nehemia) sau întors în Iudeea în 456, deși adversari ai evreilor i-au scris lui Cirus pentru a încerca oprirea întoarcerii lor.
În 333, Alexandru cel Mare a învins Persia și a ocupat regiunea. La un timp după aceea, prima traducere a Bibliei ebraice, în limba greacă, (Septuaginta) a fost realizată la Alexandria. După moartea lui Alexandru, generalii săi au luptat pentru teritoriul moștenit de la el. Iudeea a devenit frontiera dintre Imperiul Seleucid și Imperiul lui Ptolomeu, ulterior, devenind parte a Imperiului Seleucid.
În secolul al II-lea înainte de Hristos, Antiohus al IV-lea a încercat să elimine iudaismul în favoarea religiei politeiste elene. Aceasta a provocat revoltele maccabeene din 174-135 care au condus la întemeierea regatului ebraic al Macabeilor sau Hasmoneilor (victoriile răsculaților antiseleucizi sunt celebrate până azi prin sărbătoarea iudaică de Hanukka). Cartea Macabeilor descrie creșterea și apusul dominației grecești în Țara Israelului, denumită în acele vremuri și Iudeea. O grupare locală, numită a hasidimilor a luptat atât împotriva elenismului cât și a revoltei dar la urmă i-a sprijinit pe macabei.

### Roma pre-creștină (64 î.Hr. - 324)

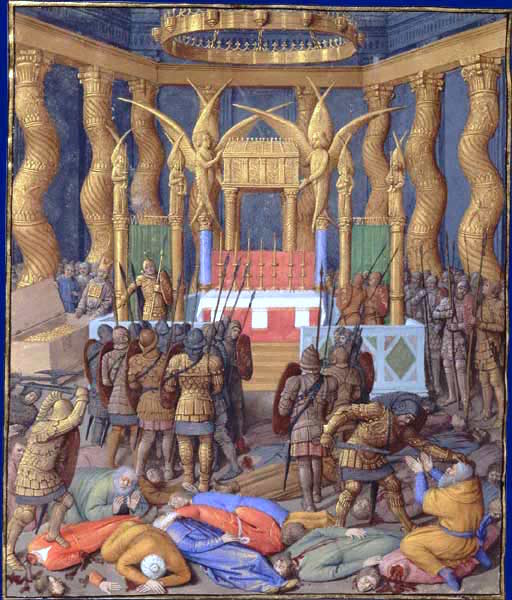
Cneus Pompeius Magnus profanând Templul din Ierusalim.

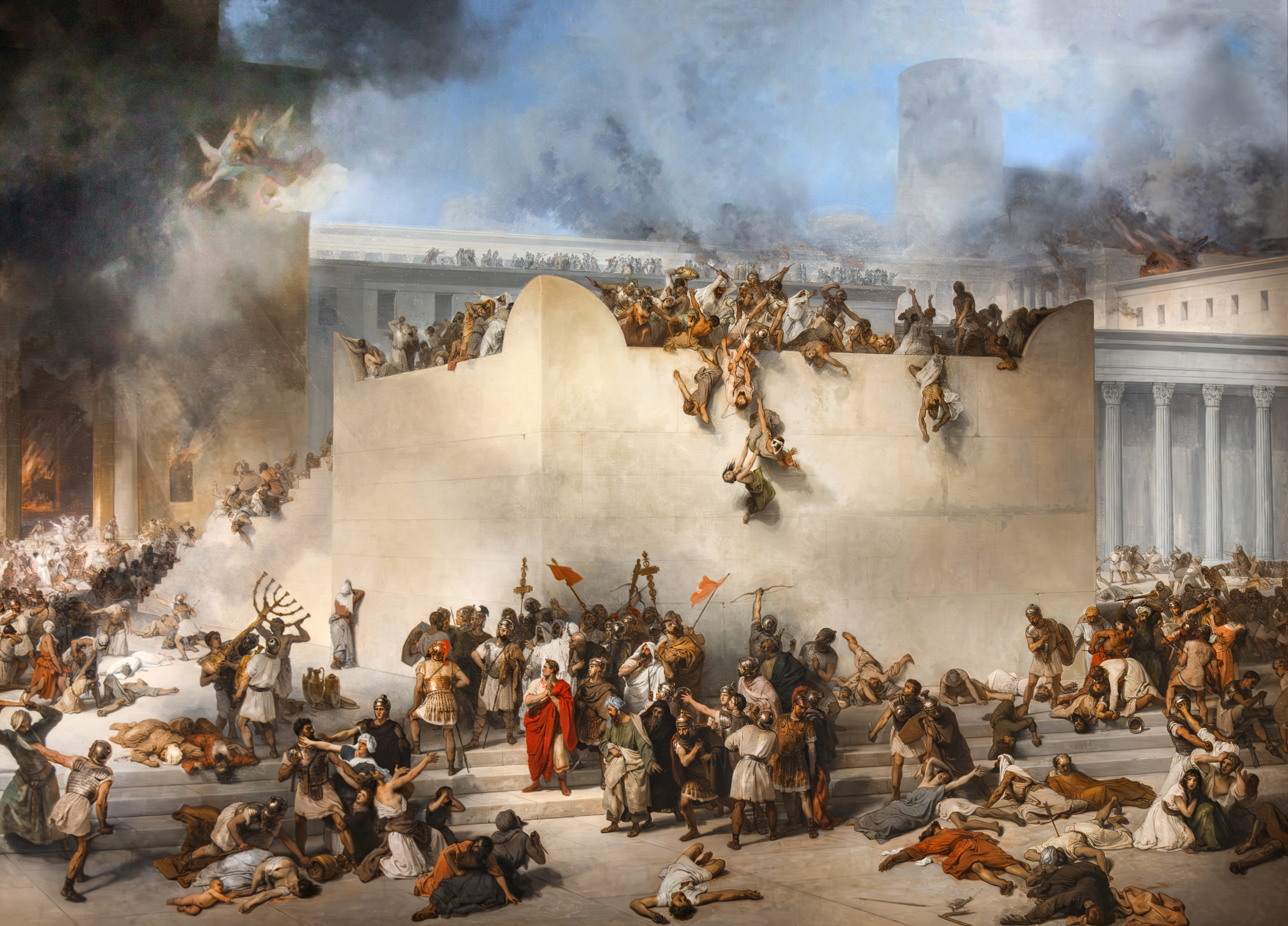
Distrugerea templului din Ierusalim.

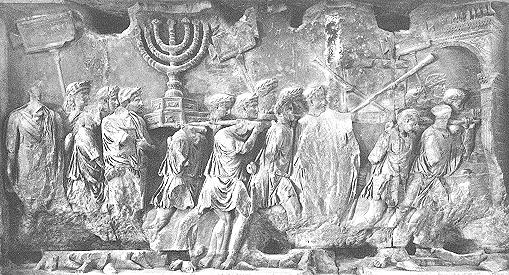
Tezaurul din Ierusalim în procesiunea triumfală a luiTitus la Roma.

În anul 64 î.Hr., generalul roman Pompei a cucerit Iudea. Templul din Ierusalim a devenit singurul stabiliment religios din Imperiul Roman care nu conținea efigia împăratului.
Din 37 î.Hr. si până în 6 AD, regatul ebraic a fost condus de dinastia irodiană sau a Antipatrizilor de regi clienți, provenind din Edom. Irod cel Mare și urmașii săi au făcut ample lucrări de construcții la templul din Ierusalim (vezi: Templul lui Irod), făcându-l, după cât se crede, unul dintre însemnatele edificii religioase din lumea antică. În ciuda faimei sale, în perioada asta iudaismul rabinic, fariseu, condus de Hillel cel Bătrân a început să devină popular, chiar mai popular decât preoții Templului.
În 66 e.n., evreii din Iudea au pornit o revoltă contra dominației romane, încercând să restaureze regatul independent „Israel”. Evenimentele, cunoscute ca Războiul Iudeilor au fost descrise în limba greacă de către comandantul și istoricul evreu Iosephus Flavius, inclusiv disperata apărare a orașului Yodfat, asediul Ierusalimului (69-70 e.n.) și eroica rezistență de la Masada sub conducerea lui Eleazar ben Yair (72-73 e.n.). Cea mai mare parte din Ierusalim și din Templu a ajuns în ruine.
De-a lungul revoltei israelite, cei mai mulți iudeo-creștini, în acel moment o sub-sectă a iudaismului, au plecat din Iudea. Mișcarea rabinică condusă de Yohanan ben Zakai și având drept centru localitatea Jamnea (Yavne) a încercat sa se acomodeze la dominația romană, pentru a salva tradiția proprie, și astfel a supraviețuit.
Din 115 până în 117, evreii din Libia, Egipt, Cipru, Kurdistan și Lod s-au revoltat împotriva Romei. Conflictul a fost acompaniat de masacre romane cât și evreiești. Ciprul a fost de câteva ori depopulat iar evreilor le-a fost interzis să locuiască acolo.
În 131, Împăratul Hadrian a redenumit Ierusalimul „Aelia Capitolina” și a construit un Templu al lui Jupiter pe locul fostului templu israelit. Evreilor le-a fost interzis să mai locuiască în Ierusalim (interdicția a durat până la ocuparea arabă) iar provincia romană cunoscută până atunci drept Iudea, a fost redenumită Palaestina. Nici o altă revoltă din imperiu nu a dus vreodată la schimbarea denumirii provinciei. Din numele „Palestina” provine și denumirea arabă a regiunii: Filistina, tradusă românește prin Palestina.
Din 132 până în 136, evreii conduși de Shimon Bar Kokhba s-au ridicat la o nouă mare revoltă împotriva romanilor și entitatea statală pe care au dorit să o constituie s-a numit „Israel”. Răscoala a cauzat romanilor probleme serioase, nu mai puțin decât mai cunoscuta (și mai documentata) revoltă din 70. Minoritatea creștină din țară, care asimilase tot mai multe elemente de origine greco-romană și alți credincioși non ebraici, a refuzat să participe la revoltă și din acest punct au considerat creștinismul ca o religie separată de iudaism. Revolta a fost în cele din urmă învinsă de Hadrian însuși.
Deși nu se știe precis, se apreciază că în timpul acestei răscoale, o adunare rabinică a decis care cărți pot fi considerate parte a canonului Bibliei ebraice, cărțile denumite apocrife fiind excluse.
Înainte de răscoala din 132-136, se apreciază că aproximativ 2/3 din populația Galileii și 1/3 din regiunea coastei erau evrei. Totuși, persecuțiile și crizele economice care au afectat și Imperiul Roman în secolul III au dus la o importantă emigrație a evreilor din Palestina către mult mai tolerantul Imperiu Persan Sassanid, unde exista deja o prosperă comunitate evreiască în zona Babilonului.

### Dominația romana creștină și bizantină (324-636)
La începutul secolului IV, Constantinopol a devenit capitala Imperiului Roman de Răsărit iar creștinismul a devenit religia oficială. Numele Ierusalim a fost reinstaurat și a devenit un oraș creștin. Evreii aveau în continuare interdicție de a trăi în oraș, dar puteau să îl viziteze, iar în această perioadă Zidul Vestic al templului a devenit sacru.
În 351 a existat o altă revoltă evreiască împotriva guvernatorului roman corupt. În 362, ultimul împărat roman păgân, Iulian Apostatul a anunțat planul de a reconstrui Templul Evreu. El a murit luptând cu perșii în 363 iar proiectul a fost oprit.
Imperiul Roman s-a separat iar regiunea a devenit parte a Imperiului Roman de Răsărit, cunoscut ca Imperiul Bizantin. Sub bizantini, creștinătatea era dominată de Biserica Ortodoxă Greacă. În secolul V, Imperiul Roman de Apus a încetat se existe, cea ce a condus la o migrație a creștinilor în Palestina și dizolvarea majorității creștine. Evreii numărau 10-15% din populație. Iudaismul era singura religie ne-creștină tolerată, dar existau interdicții pentru construcția de noi locuri de rugăciune evreiești. Au existat două revolte samaritane în perioadă.
Textele sacre iudaice scrise în Israel în perioadă sunt Gemara (400) și Talmudul din Ierusalim (500).
Conform lui Procopius din Cezareea, în 533 generalul bizantin Belisarius a luat tezaurul din templul iudaic de la vandali care îl luaseră din Roma. În 611, Persia a invadat Imperiul Bizantin și, după un lung asediu, Khosrau al II-lea a cucerit Ierusalimul (în 614) cu ajutor evreiesc. Evreii au fost lăsați să guverneze Ierusalimul până în 617, când perșii au preluat controlul. Împăratul Bizantin Heraclius a promis să restaureze drepturile evreilor dacă primea ajutorul evreiesc în înfrângerea perșilor, dar ulterior a renunțat și a ocupat Palestina și a emis un edict interzicând iudaismul din Imperiul Bizantin. Evreii care au plecat din Imperiul Bizantin s-au stabilit în zona baltică, unde nobilitatea hazară și o parte a populației s-a convertit la iudaism.

### Dominația arabă (636-1096)
Conform tradiției musulmane, în 620 Mahomed a plecat din Mecca către cea mai îndepărtată moschee, a cărei locație este considerată a fi Muntele Templului, întorcându-se în aceeași noapte. În 634-636 arabii au cucerit Palestina, sfârșind interdicția bizantină care nu permitea ca evreii să trăiască în Ierusalim. În următoarele secole, islamul a înlocuit creștinismul ca religie dominantă în regiune.
Din 636 și până la cruciade, Palestina a fost condusă din Medina, după aceea din Damasc. În 691, Califul Abd al-Malik al Califatului Ummayad a construit Cupola Stâncii pe Muntele Templului. Evreii consideră că aceasta conține Sfânta Sfintelor, care este cel mai sfânt loc al Iudaismului. A doua clădire, Moscheea Al-Aqsa, a fost de asemenea construită pe Muntele Templului în 705.
Între secolele 7 și 11, scribii iudaici, numiți masoreți și stabiliți în Galilea și Ierusalim, au stabilit textele masoretice, partea finală a bibliei ebraice.

### Dominația Cruciată
Pe parcursul dominației cruciaților, atât musulmanii cât și evreii din Palestina au fost masacrați nediscriminat sau vânduți ca sclavi. Omorârea evreilor a început pe durata călătoriei de-a lungul Europei și a continuat până în Țara Sfântă. Evreii ortodocși încă recită o rugăciune în memoria morților și a distrugerilor cauzate de cruciați.
În 1187, Sultanul Saladin i-a învins pe cruciați în Bătălia de la Hatiin, ocupând Ierusalimul și mare parte din Palestina. Un stat cruciat centrat în jurul orașului Acra a supraviețuit într-o formă slăbită pentru încă un secol.
Din 1260 până în 1291 zona a devenit frontiera dintre invadatorii mongoli și Sultanatul Mameluc. Conflictul a sărăcit țara și a redus sever populația. Sultanul Qutuz al Egiptului i-a învins într-un final pe mongoli în Bătălia de la Ain Jalut iar succesorul său, Baibard, i-a eliminat pe ultimii cruciați din Acra în 1291, astfel luând sfârșit cruciadele.

### Dominația otomană
Palestina a fost cucerită de sultanul turc Selim al II-lea în 1516-17, devenind o provincie a Siriei pentru următoarele 4 secole.
În Răscoala lui Hmelnițki (1648-1654) din Ucraina peste 100.000 de evrei au fost masacrați, ducând la o migrație în Israel.
Un masacru al evreilor în Palestina a avut loc în perioada ocupației lui Muhammad Ali al Egiptului în 1834. În 1844 evreii constituiau cel mai mare grup etnic din Ierusalim, iar până în 1890 constituiau o majoritate absolută în oraș, dar ca un tot, populația evreiască reprezenta doar 10% din populația regiunii. Până în 1890, Palestina a fost populată majoritar cu musulmani și arabi creștini, precum și de evrei, greci și alte minorități. Mica populație evreiască a fost concentrată în cele patru orașe sfinte (Ierusalim, Hebron, Tiberias și Safed).

## Apariția sionismului și anti-semitismul modern

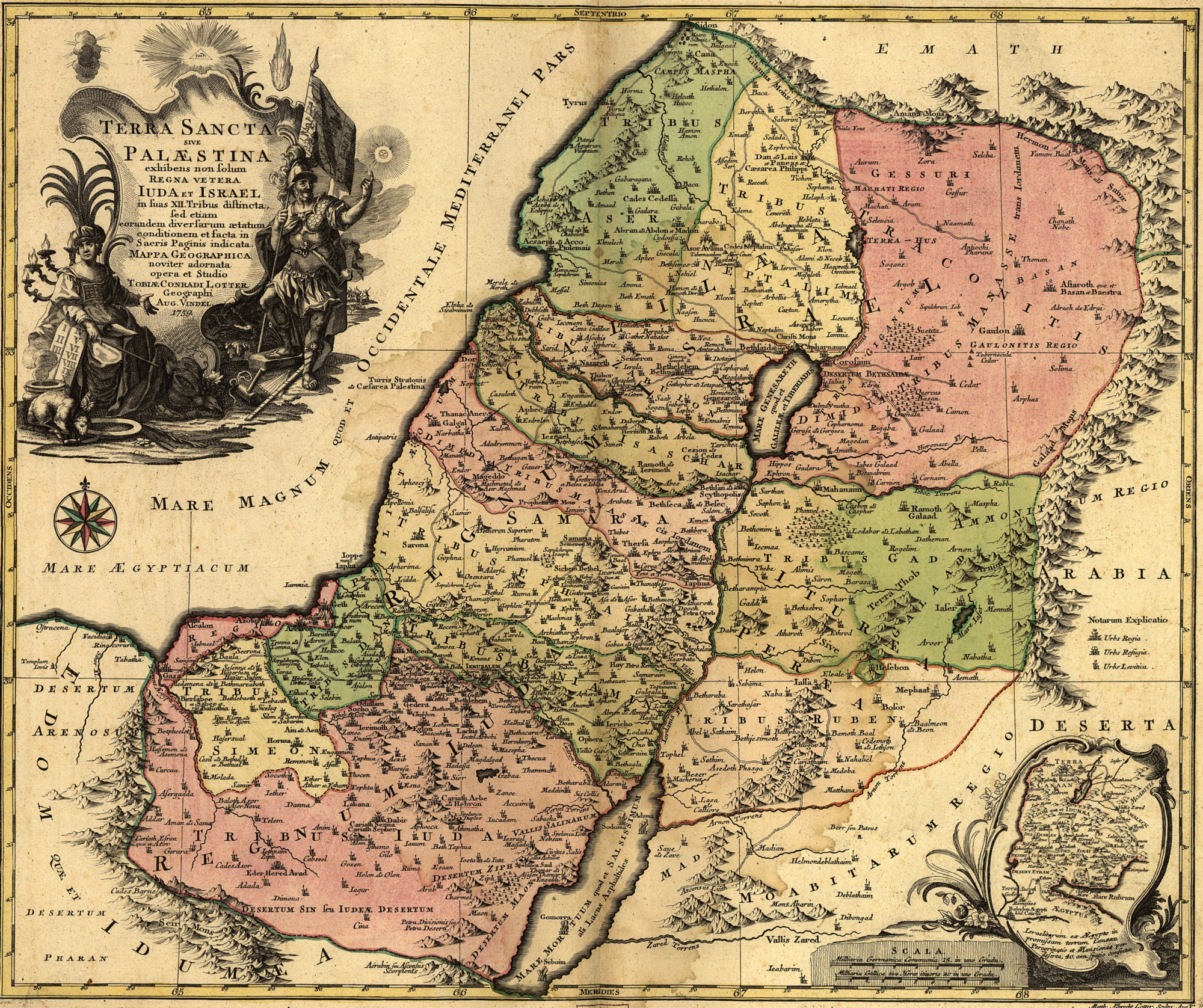
Palestina în 1759

Perioada Iluminismului în Europa a condus la la mișcările de emancipare evreiești din secolele XVIII și XIX în Europa, numite Haskalah și la emanciparea evreilor din occident. În 1791, revoluția Franceză a dus la acordarea de egalitate legală și drepturi civile pentru prima dată din antichitate. Primul Imperiu Francez a dus egalitatea în drepturi a evreilor în toate părțile Europei. Britanicii au acordat evreilor drepturi egale în 1856 iar Germania în 1871.
Propagarea ideilor liberale occidentale printre evreii emancipați a dus la crearea pentru prima dată a unei clase seculare evreiești care au preluat ideile iluminismului, inclusiv raționalismul, romantismul și naționalismul.

### Creșterea persecuțiilor din Europa de Est
Vedeti și: Antisemitismul, Persecuția evreilor, Legile din Mai.
Formarea națiunilor moderne și a identităților naționale a fost acompaniată de o schimbare a prejudecăților anti-evreiești. Practicile care înainte erau justificate pe baze religioase erau acum definite în universul științific și lingvistic drept curent rasial „anti-semitic”. Când evreii obțineau drepturi civile de bază, alte grupuri vedeau asta drept un declin a puteri lor, inclusiv Țarii Ruși și Biserica, aceste grupuri fiind cele care îi persecutau pe evrei și erau ușor de convins că conspirațiile evreiești erau în spatele dificultăților pe care le aveau.
În secolul al XIX-lea cei mai mulți evrei erau in Imperiul Rus. Evreii au avut interdicția de a intra în Rusia până în 1790, dar cum imperiul creștea și ocupa teritorii din Europa de Est cu mari populații evreiești, evreii erau obligați să stea doar într-o singură zonă din Imperiul rus denumită „Zonă de așezare” (unii evrei evitau aceste reglementări). Până în 1897 în această zonă erau 5 milioane de evrei, reprezentând 10% din populația zonei. Din 1827 și până în 1855, autoritățile ruse au încercat să îi convertească forțat pe evrei impunând un învățământ obligatoriu de 6 ani urmați de 25 de ani de serviciu militar pentru băieții evrei de 12 ani.
Din 1881 până în 1917, Legile din Mai le-au interzis accesul în comunitățile rurale din zona de așezare (mulți au fost scoși cu forța) și restricționa numărul de studenți evrei din universități și licee la 10% în zona de așezare, 5% în afara zonei și 3% în marile orașe. În Rusia Țaristă existau diferite motive, statul și biserica voiau să beneficieze din transformarea evreilor în dușmani ai lor. La începutul lui 1880, guvernul a încurajat și organizat pogromuri, acuzând evreii pentru problemele existente și direcționând resentimentele față de regimul țarist. Evreii aveau de asemenea interdicția de a practica medicina sau avocatura. 

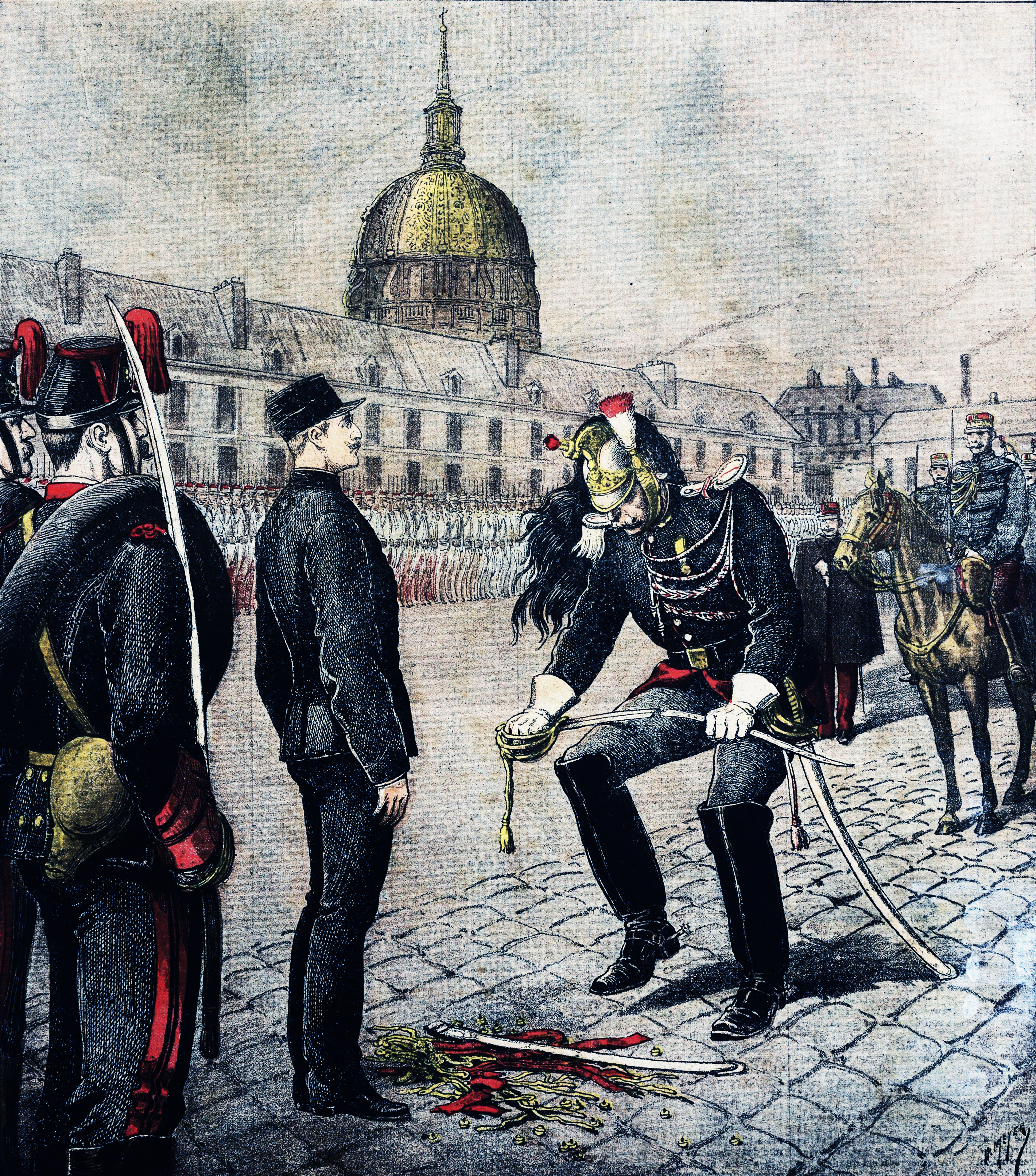
Degradarea lui Alfred Dreyfus: insignele și decorațiile îi sunt smulse de pe uniformă, iar spada ruptă în două

Anti-semitismul nu era limitat la estul Europei, Congresul Internațional Anti-evrei a fost ținut în Germania, la Dresda în 1882 și în Chemnitz în 1883. În Franța, Afacerea Dreyfus (1894-1906) a stârnit mișcări antisemite la cele mai înalte niveluri în armata franceză și în guvern.

### Migrația din Europa de Est
Milioane de evrei au părăsit Europa în ultima parte a secolului al XIX-lea, în special către Statele Unite, dar o mică parte au plecat către Israel, iar câțiva evrei au început să ia în considerare posibilitatea reinstaurării unei națiuni independente.
În 1870, a fost fondată școala agricolă Mikveh Israel (ro: Speranța lui Israel) lângă Jaffa de Alianța Israelită Universală. Prima asezare modernă a evreilor în Palestina, Petah Tikva, a fost fondată în 1878, urmată de Rishon LeZion (1882). Alte așezări au fost fondate de membri ai Miscărilor Bilu și Hovevei Zion (Iubirea Sionului). Acest lucru a făcut posibilă o reînviere a limbii ebraice. Sionismul atrăgea evrei de toate tipurile: religiosi, seculari, nationalisti și socialiști. În istoria sionistă, diferitele valuri de așezări evreiești sunt cunoscute ca „aliyah”. Pe parcursul primului aliyah, între 1882 si 1903, aproximativ 35,000 de evrei s-au mutat în Palestina.

### Începuturile mișcării sioniste
În 1896 Teodor Herzl publică „Der Judenstaat” („Statul Evreilor”) în care propune ca soluție pentru rezolvarea creșterii antisemitismului în Europa (așa-numita „Problemă evreiască”) înființarea unui stat evreu. În 1897, Organizația Sionistă era fondată, iar Primul Congres Sionist și-a proclamat scopul de „a stabili o casă pentru poporul evreu în Palestina securizată sub legea civilă”. Totuși, sionismul a fost privit cu suspiciune de către conducătorii otomani și nu s-a putut realiza un progres major.
Între 1904 și 1914, aproximativ 40.000 de evrei sau stabilit în Palestina (al doilea aliyah). În 1908, Organizația Sionistă a stabilit Biroul Palestina (de asemenea cunoscut ca „Biroul Eretz Israel”) în Jaffa și a început să facă o politică de stabilire sistematică în Palestina. Migranții erau majoritatea din Rusia (care includea Polonia), scăpând de persecuție. Primul oraș în întregime vorbitor de ebraică a fost Ahuzat Bayit, înființat în 1909 (ulterior denumit Tel Aviv). Au fost publicate ziare și cărți în ebraică. Au fost stabilite de asemenea partide politice și organizații sindicale.

## Mandatul britanic pentru Palestina

### Declarația Balfour

Influenta si controlul francez și britanic (Acordul Sykes-Picot, 1916)

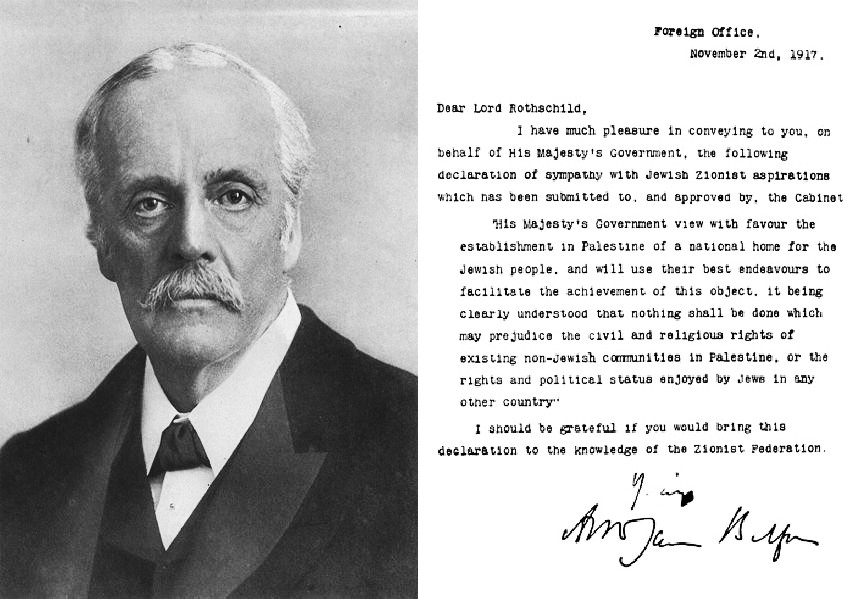
Declarația Balfour (1917), care a sprijinit stabilirea casei națiunii evreiești în Palestina.

Pe parcursul Primului Război Mondial, cei mai mulți evrei i-au susținut pe germani pentru că luptau contra Imperiului Rus care îi considerau pe evrei drept dușmani. În Marea Britanie, guvernul au căutat sprijinul evreilor pentru efortul de război pentru o varietate de motive printre care și acela de a obține susținerea evreilor americani pentru o intervenție americană de partea britanică.
Existau deja membri ai guvernului britanic care simpatizau mișcarea sionistă, inclusiv primul-ministru David Lloyd George. În ultima parte a lui 1917, armata britanică (care includea și o importantă legiune evreiască) i-a alungat pe turci din Palestina, iar Ministrul de Externe britanic, Lordul Balfour a trimis o scrisoare către Lordul Rothschild. Scrisoarea a devenit cunoscută cu timpul drept Declarația Balfour din 1917. Declara că Guvernul Britanic „vedea favorabil fondarea în Palestina a unui cămin național pentru poporul evreu”.
În 1918, Chaim Weizmann, președinte al Federației Sioniste Britanice, a fondat o Comisie Sionistă, care a mers în Palestina pentru a promova obiectivele sioniste acolo.

### Mandatul britanic pentru Palestina (1917-48)
Mandatul britanic pentru Palestina sau Mandatul Palestinei a fost o împuternicire legală pentru administrarea Palestinei, care a fost adoptată oficial de Consiliul Ligii Națiunilor pe 26 septembrie 1923. Documentul se baza pe principiile conținute în Articolul 22 al Convenției Ligii Națiunilor și în rezoluția Conferinței de la San Remo din 25 aprilie 1920 a principalelor puteri asociate și aliate din timpul Primului Război Mondial. 
Marea Britanie a semnat de asemenea și un tratat adițional cu Statele Unite ale Americii (care nu era membră a Ligii Națiunilor) în care Statele Unite susțineau termenii mandatului.
În 1921, Comisia Sionistă a primit statut oficial ca Agenția Evreiască pentru Palestina prin Articolul 4 din Mandat. O ofertă pentru crearea unei Agentii Arabe similare a fost respinsă de liderii arabi.
Mandatul permitea Agenției Evreiești să supravegheze imigrația evreiască în Palestina și achiziționarea de terenuri de la localnicii arabi. Această Agenție Evreiască a operat mai curând ca un braț al conducerii sioniste. Conducea școli și spitale, iar mai târziu a format o miliție, numită Haganah. Chaim Weizmann a fost liderul atât al Organizației Sioniste cât și al Agenției Evreiești până în 1929. Agentia Evreiască distribuia permise de intrare pentru noii imigranți (numărul era stabilit de britanici) și fondurile donate de către evreii din străinătate.
Din 1920, Va'ad Leumi (sau Consiliul Național Evreiesc) era cea mai importantă instituție a comunității evreiești ('Yishuv') în cadrul Mandatului Britanic pentru Palestina. Consiliul era ales democratic și includea și evrei ne-sioniști. Corpul a funcționat ca un guvern virtual pentru evreii din Palestina. Departamentul Politic al Consiliului era responsabil cu relațiile cu arabii, cu legăturile cu Agenția Evreiască și cu negocierile cu britanicii. Odată cu creșterea Yishuv, Consiliul a adoptat mai multe funcții, precum cele de servicii educaționale, de sănătate, de servicii sociale, de apărare internă și de probleme de sănătate. Majoritatea fondurilor adunate erau de la comunitatea evreiască dar erau cheltuite pentru finanțarea administrației britanice. Din această cauză, cu permisiunea britanică, Va'ad a început să strângă propriile impozite și să conducă servicii independente pentru populația evreiască. Educația si sănătatea pentru evreii din Palestina erau în mâinile marilor partide politice sioniste care operau servicii independente și organizații de sport finanțate din impozite locale, donații și taxe. Mișcarea sionistă a fondat de asemenea Universitatea Ebraică din Ierusalim  și Technion (universitatea tehnică) în Haifa (ambele în 1925).
În perioada interbelică, britanicii, apelând la termenii mandatului, au respins principiul conducerii majorității precum și alte măsuri care acordau arabilor controlul majoritar pentru guvernul Palestinei.

### Imigrația evreiască și opoziția arabă
Între 1919 și 1923, 40.000 de evrei au sosit în Palestina, cel mai mulți scăpând din haosul post-revoluționar din Rusia (al 3-lea Aliyah). Mulți din acei imigranți au devenit cunoscuți drept „pionieri” (halutzim), deveniți cu vremea experimentați și pregătiți în agricultură și capabili de a înființa economii auto-susținute. Valea Izreel și Valea Hefer au fost secate și transformate pentru a fi folosite în agricultură.
Combinația dintre imigranții evrei și termenii mandatului au condus la revolte ale arabilor în 1920 și 1921. Răspunsul autorităților britanice a fost adoptarea unui sistem de cote de imigrație. Astfel era limitat numărul anual de imigranți evrei care intrau în Palestina. Excepții erau făcute pentru evreii care aveau peste 1000 de lire în numerar (aproximativ 100.000 de lire la valoarea din 2000), sau pentru muncitori evrei cu peste 500 de lire în numerar. Atacurile arabe asupra așăzărilor evreiești izolate și eșecul britanic de a-i proteja au dus la crearea milițiilor „Haganah” (Apărarea) care era dedicată apărării așezărilor evreiești.
Până în 1923 numărul evreilor din Palestina ajunsese la 90.000. Între 1924 și 1929, 82.000 de evrei au ajuns în Palestina, fugind de antisemitismul din Polonia, Ungaria, etc. și din cauza politicii de imigrație a Statelor Unite care îi țineau pe evrei afară. Noii sosiți, inclusiv multe familii din clasa de mijloc s-au mutat în orașe și au înființat mici afaceri și ateliere. Totuși, din cauza lipsei de oportunități economice, aproximativ 1/4 din cei sosiți au părăsit Palestina.

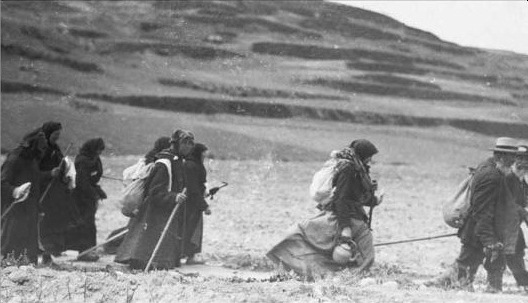
Imigranți evrei mergând în Palestina, 1930.

În ciuda opoziției arabe, creșterea persecuțiilor asupra evreilor europeni din anii 1930 a dus la o creștere a imigranților evrei.  Odată cu apariția regimurilor fasciste în Europa, evreii au pierdut iar cetățeniile, drepturile civile și economice și erau supuși persecuțiilor arbitrare. Odată ce țările intrau sub dominația nazistă ori deveneau aliați ai naziștilor (Bulgaria, Ungaria, Croația, Slovacia, Slovenia și România au devenit aliați ai Germaniei naziste) numărul celor care așteptau să emigreze creștea constant. Între 1929 și 1939, 250.000 de evrei au sosit în Palestina (al 5-lea Aliyah). Marea majoritate a acestora - 174.000, au sosit între 1933 și 1936, după care britanicii au mărit restricțiile pentru imigrația evreiască. Migrația era majoritară din Europa și includea liber profesioniști, medici, avocați și profesori din Germania.
În 1933, naziștii au negociat Acordul Ha'avara, sub care 50.000 de evrei și 100 de milioane de dolari în bunurile lor vor fi mutați în Palestina. În Palestina, imigrația evreiască a dus la o creștere a economiei. Odată cu terminarea portului de la Haifa și rafinăriile petroliere de acolo, industrii importante au fost incluse în economia palestiniană predominant agricolă. Cu cotele de imigrație britanice și având în vedere situația disperată din Europa, evreii au recurs la imigrații ilegale. Imigrații ilegale au fost organizate de Mossad Le'aliyá Bet, aflat sub controlul Haganá și de Irgun. Refugiați evrei au ajuns în secret pe mare, sau în măsură mai mică, traversând Siria și Libanul.
Creșterea imigrației evreiești a contribuit la o revoltă arabă majoră în Palestina (1936-1939), o revoltă națională care dorea încetarea conducerii britanice. Britanicii au răspuns cu Comsia Peel (1936-37), care a recomandat ca un teritoriu exclusiv evreiesc să fie creat în Galileea și de-a lungul a mare parte din coasta vestică (care necesita mutarea a 200.000 de arabi) iar restul devenea un teritoriu exclusiv arab. Opinia evreilor era împărțită, dar a fost respinsă de arabii palestinieni, iar în lipsa unui sprijin puternic evreiesc a fost abandont de britanici.
Comisia Woodhead (1938) a raportat că Comisia Peel era nefolositoare și a recomandat crearea a unor zone arabe si evreiești mai mici. Acest plan a fost respins atât de evrei cât și de arabi. 20 de ani mai târziu, liderul Agenției Evreiești, David Ben Gurion a scris: „Dacă separarea ar fi avut loc, istoria poporului nostru avea să fie diferită iar 6 milioane de evrei din Europa nu aveau să mai fie uciși - mulți dintre ei urmând să fie în Israel”. Ben-Gurion a răspuns revoltei arabe cu politica „Havlagá” - refuzând să fie provocat de atacurile arabe pentru a preveni polarizarea. Grupul Etzel s-a separat de Haganah.

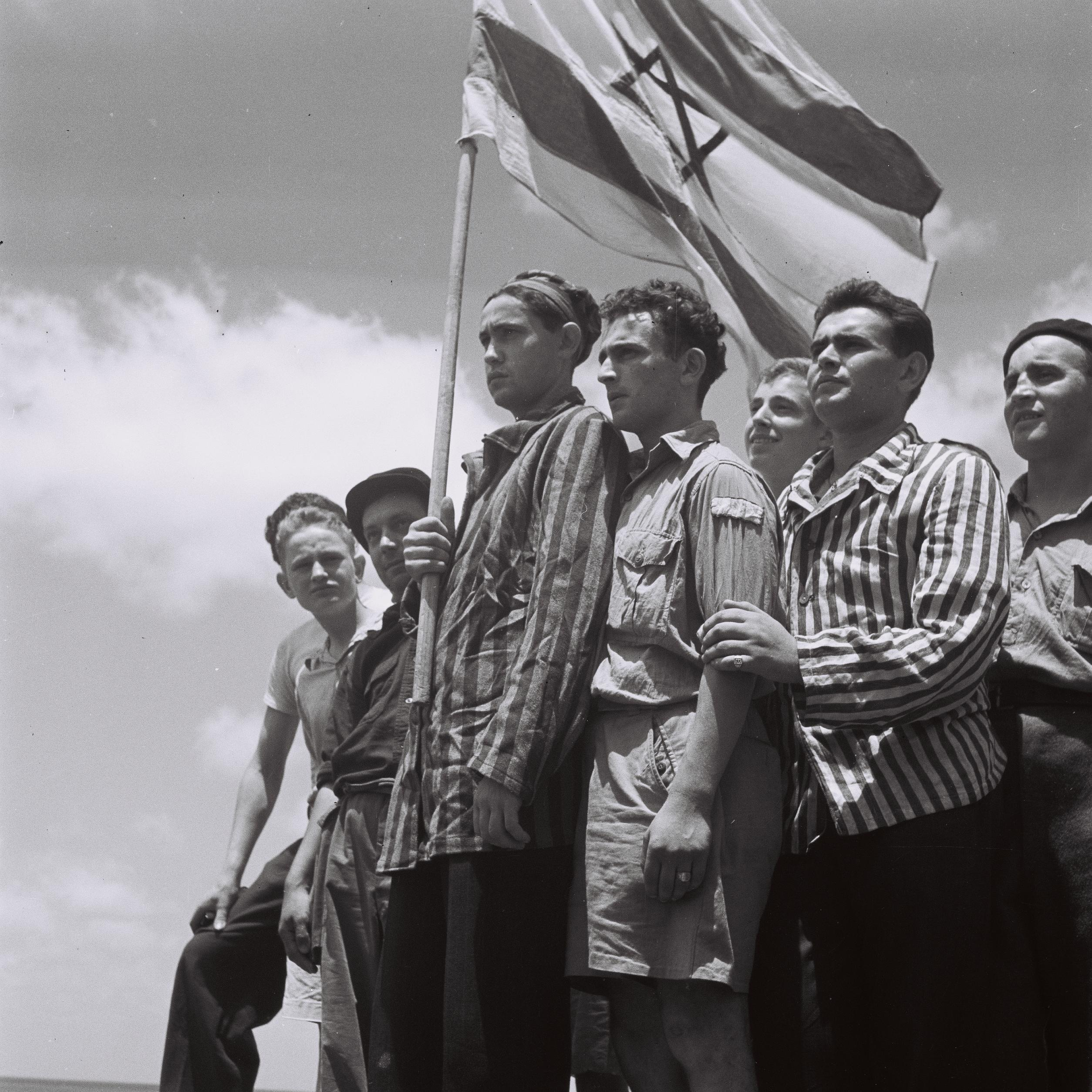
15 iulie 1945. Supraviețuitori din Buchenwald ajungând în Haifa. Au fost arestați de britanici

O data cu creșterea evoluțiilor războiului din Europa, britanicii au încercat să-i împace pe arabii din Palestina. Politica „Cărții Albe” din 1939, a stabilit că odată cu venirea în Palestina a peste 450.000 de evrei, obiectivul Declarației Balfour de a stabili un Cămin național pentru națiunea evreiască a fost îndeplinit în mai puțin de 10 ani și că este el este guvernat atât de arabi cât și de evrei. Politica a stabilit că 75.000 de imigranți evrei vor putea să intre în Palestina în perioada 1940-44, după care orice migrație avea nevoie de acordul (puțin probabil) arabilor. Atât liderii evrei cât și cei arabi au respins politica „Cărții Albe”. În martie 1940, Înaltul Comisariat britanic pentru Palestina a emis un edict interzicând evreilor de a mai achiziționa teren în 95% din Palestina.

### Al Doilea Război Mondial și Holocaustul (1939-45)
Vedeți si: Holocaust
Pe durata celui de-al doilea război mondial, Agenția Evreiască a lucrat pentru înființarea unei armate evreiești care să lupte alături de forțele britanice. Winston Churchill a susținut planul, dar opoziția armatei și a guvernului a dus la respingerea lui. Britanicii au solicitat ca numărul de evrei recrutați să egaleze numărul de arabi palestinieni recrutați, dar foarte puțini arabi erau dornici să lupte pentru Imperiul Britanic iar liderii arabilor palestinieni, Haj Amin al-Husseini, au organizat o revoltă pro-nazistă în Irak și s-au alăturat efortului de război nazist, recrutând pentru forța multi-națională „Waffen-SS”, refuzând să acorde arme evreilor, chiar și atunci când forțele lui Rommel au intrat în Africa de Nord, capturând un număr de 32.000 de prizonieri de război britanici și cantități enorme de echipamente, muniție și provizii.
Peste un milion de evrei serveau în toate armatele aliate, cei mai mulți în cea sovietică și a SUA. Doar in armata sovietică au murit 200.000 de soldați evrei.
Un mic grup (cu aproape 200 de activiști), dedicați rezistenței evreiești față de administrația britanică a Paltestinei, s-au separat de Etzel (care îi susținea pe britanici) și au fosrmat „Lehi”, condus de Avraham Sern. În 1943, URSS l-a eliberat pe liderul sionist revizionist Menachem Begin din Gulag după care a plecat în Palestina, preluând comanda organizației Etzel cu o politică de a crește conflictele împotriva britanicilor. În aproape același timp, Yitzhak Shamir a scăpat din lagărul din Eritrea unde britanicii îi tineau pe activiștii Lehi fără proces, preluând comanda Lehi.
Toți evreii din Orientul Mijlociu au fost au fost afectați de război. Mare parte din Nordul Africii a căzut sub controlul nazist și mulți evrei erau folosiți ca sclavi. În 1941, o lovitură de stat pro-nazistă în Irak a fost acompaniată de masacrarea evreilor. Agenția Evreiască a stabilit planuri pentru o ultimă rezistență înainte de invadarea Palestinei de către Rommel (naziștii plănuiau să îi extermine pe evreii palestinieni).
Între 1939 și 1945, 6 milioane de evrei din zonele europene ocupate de naziști au fost omorâți. Aproape o 1/4 dintre cei omorâți erau copii. Holocaustul a avut un impact decisiv în lumea evreiască (și peste). Comunitățile evreilor polonezi și germani care au jucat un rol atât de mare înainte de 1945 în lumea evreiască, aproape dispăruseră. Al doilea război mondial a lăsat puțini supraviețuitori evrei în centrul Europei precum și refugiați. Un comitet anglo-american de anchetă, înființat să examineze problema Palestinei, a recenzat opiniile lor, iar 97% voiau să migreze în Palestina.
Mișcarea Sionistă a moderatului pro-britanic (și cetățean britanic) Weizmann, care ulterior a murit zburând în RAF, a fost subminată de politicile britanice anti-sioniste. Conducerea mișcării a fost trecută către Agenția Evreiască din Palestina, acum condusă de Partidul sionist - anti-britanic (Mapai) și condus de Davis Ben Gurion. În diaspora, evreii americani dominau mișcarea sionistă.

### Anii post-război (1945-47)
Imperiul Britanic a fost puternic slăbit de război. În Orientul Mijlociu războiul a făcut conștient guvernul britanic de dependența sa față de petrolul arab și a stabilit relații mult mai cordiale cu arabii și și-a scăzut sprijinul față de evrei stabiliți în Palestina. La scurt timp după ziua victoriei în Europa, Partidul Laburist a câștigat alegerile în Marea Britanie. Deși Conferința Partidului Laburist susținea înființarea statului evreu în Palestina, guvernul laburist a decis să mențină restricțiile din programul „White Paper” din 1939.
Migrația ilegala (Aliyah Bet) a devenit principala formă pentru ca evreii să intre în Palestina. În acest timp, evreii din țările arabe au început să se mute în Palestina. În ciuda efortului britanic de a stopa imigrația, pe durata celor 14 ani de Aliyah Bet, peste 110.000 de evrei au intrat în secret în Palestina.
Într-un efort de a câștiga independența, sioniștii au inițiat un mic război de gherilă împotriva britanicilor. Miliția evreiască a format o alianță numită Mișcarea de Rezistență Evreiască cu Etzel și Sern Gang pentru a lupta împotriva britanicilor. În iunie 1946, în urma sabotajelor evreiești, britanicii au lansat Operațiunea Agatha, arestând 2700 de evrei, inclusiv conducerea Agenției Evreiești. Cei arestați erau reținuți fără judecată.
Rezistența evreiască unificată s-a spart după ce în iulie 1946, Etzel a detonat o bombă în Comandamentul Militar Britanic din Hotelul „Regele David” omorând 92 de oameni. În zilele ce au urmat atentatului, Tel Aviv a fost în stare de asediu iar 120.000 de evrei (20% din populație) au fost interogați de poliție. În SUA, Congresul a criticat modul de administrare britanică și a întârziat creditele către guvernul britanic, în condițiile în care creditele erau vitale pentru economia și statul britanic. Până în 1947, guvernul laburist era gata să transmită problema Palestinei către Organizația Națiunilor Unite.

### Planul de împărțire a Națiunilor Unite

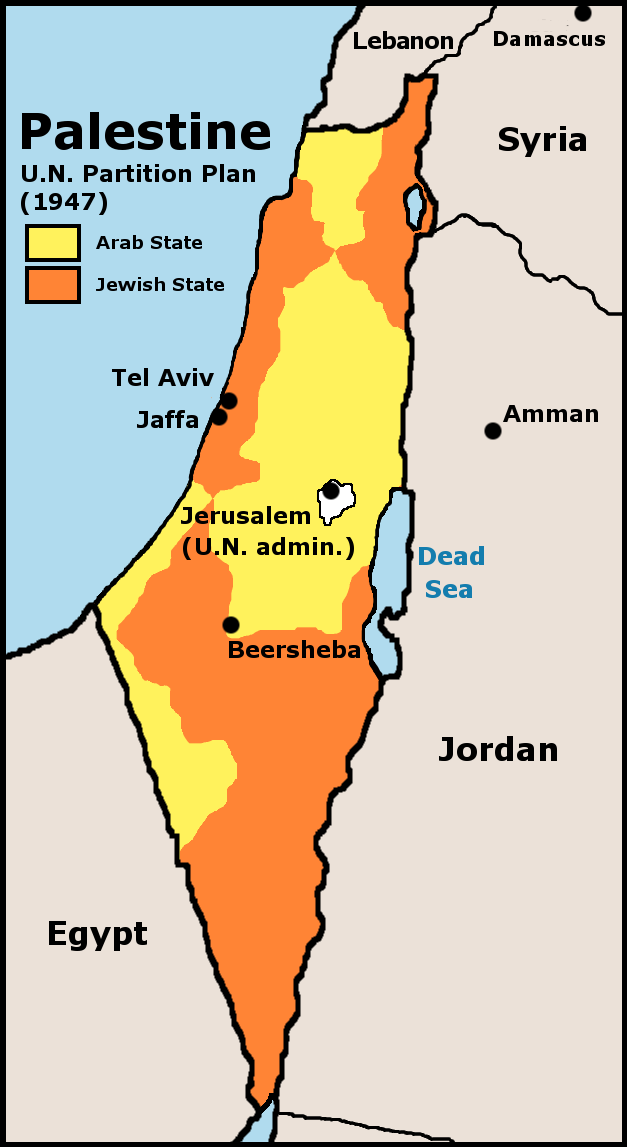
Planul de separare a Palestinei

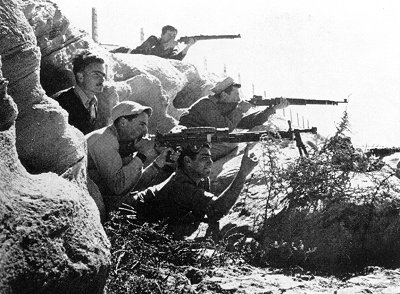
Luptători în Miliția Haganah, 1947

Pentru a decide cum vor acționa cu Palestina, Națiunile Unite au numit un comitet, Comitetul Special al Națiunilor Unite pentru Palestina. În iulie 1947, Comitetul a vizitat Palestina și s-a întâlnit cu evrei și delegați sioniști. Înaltul Comitet Arab a boicotat întâlnirea. În același timp, au apărut mai multe controverse când Secretarul Afacerilor Externe Britanic, Ernest Bevin a ordonat unei nave care avea imigranți ilegali să se întoarcă înapoi în Europa. Imigranții de pe vas au fost înlăturați forțat de către forțele britanice în Hamburg după o lungă perioadă de prizonierat pe vas.
Principalul partid al evreilor ortodocși non-zionist a cerut Comisiei ca nici o decizie să nu se ia până când nu se ajunge la un acord asupra statutului religios cu Ben Gurion. Acordul garanta excepție pentru serviciul militar pentru studenții yeshiva (studenți de seminar) și pentru femeile ortodoxe, declara Sabbat-ul zi liberă națională, promitea mâncare koser în instituțiile guvernamentale și permitea ortodocșilor să creeze un sistem educațional separat.
În septembrie 1947, o lună după Împărțirea Indiei, Comisia a recomandat o împărțire și în Palestina, o propunere ratificată de Adunarea Generală a Națiunilor Unite. Rezoluția ONU stipula înființarea a două state, unul arab și unul evreu, iar Ierusalimul sub administrația Națiunilor Unite. Data propusă pentru retragerea britanică a fost 1 octombrie 1948.
Rezoluția ONU a cerut Marii Britanii să își evacueze un port și suficient spațiu pentru o imigrație substanțială a evreilor, până în februarie 1948. Nici britanicii și nici Consiliul de Securitate nu au acționat spre a implementa rezoluția iar Marea Britanie a continuat să îi oprească pe evreii care încercau să intre în Palestina. Retragerea britanica a fost finalizată în mai 1948. Oricum, Marea Britanie a continuat să îi țină pe evrei în Cipru până în martie 1949.

### Fondarea Statului Israel
În 14 mai 1948, ultimele forțe britanice au părăsit Haifa. Agenția Evreiască, condusă de David Ben Gurion, a declarat înființarea Statului Israel, în conformitate cu Planul de Împărțire al ONU din 1947. Ben Gurion a devenit Prim Ministru al noului stat. Liderii ambelor super-puteri, Președintele Harry S. Truman, al SUA și liderul sovietic Iosif Stalin, au recunoscut imediat noul stat. În acest timp, populația evreiască a Palestinei era de 650.000, iar populația arabă era în jur de 1.2 milioane.

### Războiul Civil, Ianuarie-Mai 1948
Luptele între comunitățile de arabi și evrei din Palestina au început la scurt timp după decizia Națiunilor Unite de împărțire a Palestinei din noiembrie 1947. Vecinii arabi au declarat că vor ataca orice încercare de a crea un stat evreu cu război. În ianuarie 1948, voluntari arabi din Palestina și din tot Orientul Mijlociu s-au reunit în Siria pentru a forma o așa numită Armata Arabă de Eliberare.
Violențele arabo-evreiești au crescut în primăvara din 1948 odată cu retragerea treptată a trupelor britanice. Britanicii au impus un embargou pentru arme, care în realitate îi afecta doar pe evrei, de vreme ce arabii palestinienii primeau ajutoare de la statele arabe vecine.
Forțe de arabi palestinieni erau constituite din miliții locale susținute de Armata Arabă de Eliberare. În contrast, Yishuvul evreiesc era foarte bine organizat, mai bine instruit și pregătit sub capabila conducere a lui Ben Gurion. Evreii aveau câteva miliții, inclusiv mulți veterani din Al Doilea Război Mondial și unități de elită in cadrul așa numitului Palmach. Evreii aveau un număr superior de combatanți față de arabii locali și avantajul faptului că erau motivați de pericolul exterminării lor.
În nord, evreii au avut succese militare în Tiberias, Haifa, și Safed. La Haifa, Înaltul Comitet Arab a refuzat să permită populației arabe să rămână sub controlul evreiesc contribuind la părăsirea orașului de către populația arabă.
Lângă Ierusalim, arabii au asediat si capturat 4 așezări evreiești în zona Kfar Etzion și 100.000 de evrei (o șesime din populația evreiască) au rămas blocați în asediu la Ierusalim, având în vedere că drumul dintre Tel-Aviv și Ierusalim era pe teritoriul controlat de arabi.
Confruntări militare la Jaffa și în vecinătatea ei, încercuite de așezări evreiești, au dus în cele din urmă la auto-evacuarea în masă a populației arabe.
În primele etape, până la 100.000 de arabi palestinieni au fugit în statele vecine. Până în mai 1948, 150.000 au fugit sau au fost alungați din Palestina în statele vecine.

### Războiul de Independență (1948-49)

#### Invazia Arabă (14 mai- 11 iunie 1948)
Membrii Ligii Arabe, Egiptul, Transiordania, Siria, Liban și Irak au refuzat să accepte Planul de Împărțire a ONU și au proclamat dreptul autodeterminării pentru arabii din întreaga Palestină. Aceste țări au declarat război noului stat Israel și au procedat imediat la invadarea teritoriului Palestinei. Arabia Saudită și Sudan au contribuit de asemenea cu anumite trupe. Secretarul General al ONU, Trygve Lie a declarat conflictul ca:
Noul Stat Israel avea o armată organizată și eficientă. Număra în jur de 30.000 de oameni, incluzând și Palmahul. Mai erau si alți 30.000 de oameni antrenați în unitati de rezervă ale  Haganá. Pe lângă asta, fiecare așezare israeliană era protejată de paznici bine pregătiți. Etzel-ul (Irgun) cu aproximativ 3.500 de oameni și Lehi (Grupul Stern)  cu 500 de oameni, erau și ele acum in coordonare cu Haganah.

Războiul arabo-israelian din 1948
Atacurile armatelor arabe între 15 mai-10 iunie 1948

Forțele arabe erau de diferite nivele la nivelul calității armamentului și pregătirii oamenilor, dar statele arabe aveau la dispoziția lor echipamente militare grele. În Armata Arabă de eliberare a palestinenilor și voluntarilor, aflată sub comanda lui Fawzi al Kawukji, se aflau 40.000 de oameni slab pregătiți, împărțiți în 4 grupuri mari. Legiunea Arabă Transiordaniană care era compusă din mai puțin de 10.000 de oameni erau, de departe, militarii cei mai bine instruiți, sub comanda a 40 de ofițeri britanici. Irak-ul a trimis 2 escadroane aeriene și aproximativ 7.500 de oameni, inclusiv unități independente.  
Multe forțe ale Legiunii Arabe erau deja în Palestina când britanicii au plecat. Comandanții Legiunii Arabe erau ofițeri superiori britanici (care au demisionat din Armata Britanică în 1948), iar Comandantul ei era un general britanic, John Glubb Pașa. Oricum, forțele transiordaniene nu au invadat zonele alocate Statului Evreu, axându-se pe ocuparea Cisiordaniei și estului Ierusalimului, pe care ulterior Iordania le-a anexat.
În nordul Palestinei, sirienii și libanezii au stat inițial aproape de frontieră. Irakienii au avansat până la Nablus-Jenin, dar nu au putut avansa mai mult. O încercare israeliană de a cuceri Jenin a fost respinsă (1-4 iunie). Sirienii și libanezii și-au reînceput ofensiva (iunie 6-10) și, împreună cu Armata Arabă de Eliberare, au ocupat Galileea.
Legiunea generalului Glubb a ocupat mare parte din Vechiul Oraș al Ierusalimului fără a se lovi de împotrivire din partea evreilor ultrareligioși aflați acolo, și apoi au capturat estul și sudul noului oraș după lupte grele. Forțele israeliene au atacat de-a lungul drumului de la Tel Aviv la Ierusalim, dar nu au izbutit să spargă apărarea. Au construit totuși un nou drum prin munți în sud. Acest drum a fost finalizat la 10 iunie, evreii reușind în cele din urmă să distrugă mare parte din localitățile arabe ostile de-a lungul drumului de la Tel-Aviv la Ierusalim.
În acest timp, egiptenii au avansat de-a lungul coastei, până la Ashdod (29 mai), la doar 25 de mile de la Tel Aviv. O mică forță, cea mai mare parte din Armata Arabă de Eliberare, a avansat către Ierusalim. O încercare israeliană de a recupera controlul asupra Ashdoduli a fost respinsă (2-3 iunie). Egiptenii au avansat și au capturat Beersheba (20 mai), Hebron (21 mai) și au întâlnit Legiunea Arabă în Betleem (22 mai).
Armatele invadatoare arabe au avut inițial succes, dar israelienii și-au revenit curând din șocul inițial al invaziei militare arabe din toate părțile. În 29 mai 1948, britanicii au inițiat Rezoluția Consiliului de Securitate Nr. 50, care declara un embargou pentru arme în regiune. Cehoslovacia a violat rezoluția și a trimis arme evreilor pentru a reduce din superioritatea arabă în echipament greu și avioane. La 20 mai, Consiliul de Securitate al ONU l-a numit pe Contele Folke Bernadotte din Suedia pentru a acționa ca un mediator. La 11 iunie, un armistițiu de o lună a intrat în vigoare. Ambele părți au vrut prilejul de a-și reface forțele și de a se reorganiza.
În urma Declarației de independență, Haganá s-a transformat în Armata de Apărare a Israelului. Unitățile ei de elită, Palmah, precum și organizațiile militare rivale mai mici Etzel și Lehi au fost nevoite să renunțe la operațiile independente pentru a se alătura forței defensive. Pe durata armistițiului, Etzel a încercat să aducă o încărcătură de arme în vasul numit „Altalena”. Când au refuzat să predea armele guvernului, Ben Gurion a ordonat ca vasul să fie scufundat. Câțiva membri ai Etzel au fost omorâți în luptă.
Un număr mare de imigranți evrei, mulți veterani din Al Doilea Război Mondial și supraviețuitori ai Holocaustului au început să vină în Israel, iar mulți s-au alăturat forței de apărare a Israelului. Mulți din ei au căzut în război.

#### Ofensiva de 10 zile (9-18 iulie 1948)
O ofensivă israeliană care avea scopul opririi și întoarcerii lor peste Iordan a fost respinsă (9-14 iulie). Oricum, o a doua ofensivă a extins controlul israelian asupra coastei la nord de Haifa și s-a extins în interior pentru a asedia Nazaretul (12-16 iulie). Prin lupte puternice, israelienii au capturat orașele Lydda și Ramel (9-12 iulie), dar au fost din nou respinși de Liga Arabă din Ierusalim (9-18 iulie) și Latrun (14-18 iulie). În sud, israelienii au organizat atacuri de încercare împotriva egiptenilor dar nu a fost realizată nici o avansare în teren.
Forta de Apărare a Israelului a preluat inițiativa și a fost în ofensivă în cea mai mare parte a Palestinei. Până în acest moment, israelienii mobilizaseră o armată de 49.000 de oameni. Organizarea și echipamentele se îmbunătățeau tot timpul. Rutele de aprovizionare arabe erau lungi și fragile și o data cu lungirea războiului au avut probleme cu aprovizionarea.

#### Al doilea armistițiu (18 iulie - 15 octombrie 1948)
Ambele părți au declarat din nou armistițiu pentru a se reorganiza și odihni. În luptele recente, israelienii au avut un succes limitat dar au simțit că soarta se întoarce în favoarea lor și au vrut mai mult timp pentru a se pregăti de ofensivă. Ei au folosit armistițiul pentru a dubla puterea Armatei de apărare a Israelului până la 90.000 de oameni, acordându-le avantajul numeric peste forțele arabe.Arabii au fost suprinși de forța resistenței israeliene și de abilitatea lor de a lansa atacuri pe toate fronturile. Statele arabe erau din ce în ce mai nerăbdătoare să termine războiul cât mai repede cu putință. Totuși, încrezători în victorie, mulți israelieni au început să respingă eforturile de mediere ale ONU, care puteau preveni orice expansiune viitoare a Israelului și au încercat să îi forțeze să renunțe la teritoriile câștigate. În 17 septembrie 1948, Contele Bernadotte a fost asasinat de trei bărbați neidentificați, membri ai grupului Stern sau Lehi.
Pe la mijlocul lui septembrie, armistițiul a fost încălcat de israelieni și de egipteni în sud. Atacurile israeliene s-au concentrat spre Faludja, în încercarea de a tăia liniile de comunicație dintre forțele egiptene de pe coastă și din interiorul teritoriului.

#### Reînceperea luptelor (6 octombrie-5 noiembrie 1948)
Un atac al Armatei Eliberării Arabe la granița nordică, la Manara (22 octombrie) a dus la o contra ofensivă majoră din partea israelienilor. Manara și Valea Hula a fost ocupate de luptători arabi și de AAE întoarsă din Liban. Israelienii au pătruns temporar la rândul lor în sudul Libanului (22-31 octombrie).
În sectorul central, atacurile israeliene pentru a elibera drumul Tel-Aviv-Ierusalim au fost respinse de Legiunea Arabă la Beit Guvrin. Efortul principal al israelienilor era îndreptat în sud, unde ei au concentrat cele mai bune forțe împotriva egiptenilor (aproape 15 000 luptători). Principala ofensivă împotriva orașelor Gaza și Isdud (Ashdod) au eșuat, iar linia principală de comunicații egipteană din Rafah a rămas intactă (15-19 octombrie). Totuși, o ofensivă împotriva Beersheba (19-21 octombrie) a avut succes și orașul a fost capturat în cele din urmă de militarii evrei, deschizându-le calea către Negev. Huleiqat a fost capturat după lupte grele (19 octombrie), tăindu-se liniile de comunicații egiptene și lăsând forțele egiptene de lângă Hebron și Faludja izolate. Egiptenii au fost siliți să se retragă din Ashdod (27 octombrie) și din Majdal (azi Așkelon) (5 noiembrie) și și-au concentrat forțele rămase în zona Gaza.
La sfârșitul lui noiembrie, un armistițiu local a fost mediat între israelieni, sirieni și libanezi. La 1 decembrie, emirul Abdallah a anunțat unirea Transiordaniei cu palestinienii arabi de la vest de Iordan, noul stat urma să se numească Regatul Hașemit al Iordaniei. A adoptat de asemenea și titlul de „Rege al arabilor palestinieni”, spre dezgustul celorlalți lideri arabi.

#### Înfrângerea egiptenilor (19 noiembrie 1948-7 ianuarie 1949)
Egiptenii au încercat să spargă frontul la Faludja (19 noiembrie-7 decembrie) dar au eșuat. Cu armistițiul pe toate fronturile, israelienii erau acum în poziția de a lansa o ofensivă masivă împotriva egiptenilor (20 decembrie). Israelienii au încercuit Rafah (22 decembrie) și au capturat Asluj (25 decembrie) precum și Auja (27 decembrie). Colonelul Yigal Allon a avansat în sud până în Sinai, după care s-a întors îndărăt la nord la El Arish. Rezistența egipteană a respins orice mișcare de trupe în est, așa că israelienii s-au întors în nord-estul Rafah. În timp ce israelienii se pregăteau să atace Rafah, egiptenii au cerut Consiliului de Securitate al Națiunilor Unite să medieze un nou armistițiu care a fost imediat pus în aplicare (7 ianuarie 1949).

#### Acordurile de armistițiu (martie-iulie 1949)

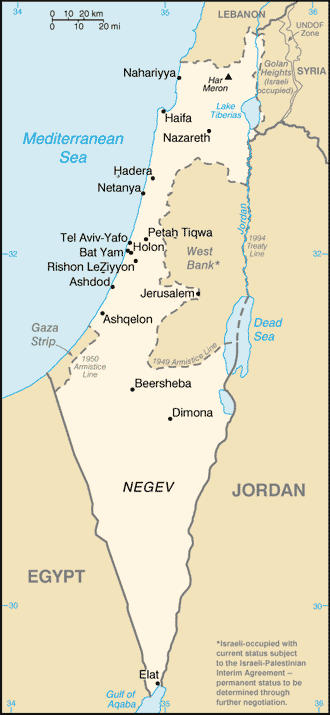
Linia Verde din 1949

Convorbirile de pace au fost ținute la Rodos, sub președinția mediatorului ONU Dr. Ralph Bunche. Israelul a semnat acorduri de armistițiu cu Egiptul (24 februarie), Liban(23 martie), Iordania (3 aprilie) și Siria (20 iulie). Nu a fost semnat nici un acord de pace. Cu armistițiul permanent intrat în vigoare, au fost stabilite noile granițe ale Israelului, mai târziu cunoscute  ca „linia verde”. FAI cucerise Galileea și Negev. Sirienii au rămas cu controlul bucății de teritoriu de-a lungul coastei de est a Mării Galileei, care original fusese alocată statului evreu, libanezii au ocopat o mică zonă la Rosh Hanikra și egiptenii au păstrat fâșia Gaza și încă mai aveau unele forțe militare în teritoriul Israelului. Iordania a deținut de acum înainte Cisiordania și Estul Ierusalimului, pe care le-a anexat. Egiptul a păstrat Fâșia Gaza ca zonă ocupată.
După declararea armistițiului, britanicii au eliberat 2.000 de refugiați evrei deținuți în Cipru și au recunoscut și ei Statul Israel. La 11 mai 1949, Israelul a fost acceptat ca membru al Națiunilor Unite. Din populația Israelului de 650.000 de oameni, aproape 6.000 de bărbați și femei au fost omorâți în lupte, inclusiv 4.000 de soldați ai Armatei de Apărare a Israelului.

### Guvernarea și politica
Un parlament cu 120 de locuri, denumit Knesset, s-a reunit inițial în Tel Avivul liber, după care s-a mutat în Ierusalimul de vest o dată cu încheierea armistițiului permanent. În ianuarie 1949, în Israel au avut loc primele alegeri. Paridele social democrate și socialiste sioniste Mapai și Mapam au câștigat cele mai multe locuri (46 respectiv 19), dar nu aveau majoritatea. Liderul Mapai, David Ben Gurion a fost numit prim-ministru. Knessetul l-a ales pe Chaim Weizmann ca primul președinte al Israelului, funcție mai mult ceremonială.
Toate guvernele israeliene au fost compuse din coaliții, niciodată un partid neputând câștiga majoritatea în Kneset. Din 1948 și până în 1977 toate guvernele au fost conduse de Mapai și de alianța Maarah, centrată pe partidele social democrate (din 1968 Partidul Muncii) În acei ani, sioniștii laburiști, inițial conduși de David Ben Gurion, au dominat politica Israelului și economia  a fost condusă pe principii centralizatoare de inspirație socialistă. 

### Imigrația
În 3 ani (1948-1951), imigrația a dublat populația evreiască din Israel și a lăsat o amprentă indubitabilă asupra societății israeliene. Cei mai mulți imigranti erau ori supraviețuitori ai holocaustului ori evrei fugind din teritoriile arabe. Cele mai mari grupuri (peste 100 000 fiecare) erau din Irak, Polonia și România, desi imigranți au sosit din toate părțile Europei și ale Orientului Mijlociu.
Între 1949-1951, 30 000 de evrei au fugit din Libia. În 1950, Knessetul a emis „Legea Reîntoarcerii”, care acorda tuturor evreilor și celor cu strămoși evrei și soțiilor lor dreptul de a locui în Israel și de a obține cetățenia. În acel an, 50 000 de evrei yemeniți (99%) au fost duși în secret în Israel. În 1951, evreilor irakieni le-a fost acordată o permisiune temporară iar 120 000 (peste 90%) au ales să se mute în Israel. Evrei au venit inclusiv din Liban, Siria și Egipt. La sfârșitul anilor șaizeci, peste 50 000 de evrei au părăsit Algeria, Maroc și Tunisia. Pe parcursul a peste 20 de ani, aproape 850 000 de evrei din țările arabe (aproape toata populația evreiască din teritoriile arabe) s-au relocat în Israel. Pământurile și proprietățile lăsate în urmă de evrei (multe în centrul orașelor arabe) sunt încă un subiect de dezbateri aprinse. Astazi sunt aproximativ 9 000 de evrei care trăiesc în statele arabe, din care 75% în Maroc și 15% în Tunisia.
Între 1948 și 1958, populația Israelului a crescut de la 800 000 la 2 milioane. În această perioadă, alimentele, hainele și mobilierul a trebuit să fie raționat iar perioada a devenit cunoscută ca „Perioada de Austeritate” (Tkufat ha Tsena). Imigranții erau în marea majoritate refugiați fără bani sau bunuri, iar mulți erau ținuți temporar în tabere cunoscute ca ma-abarot.
Până în 1952, peste 200.000 de imigranți trăiau în corturi sau cabane prefeabricate construite de guvern. Israelul a primit ajutor financiar prin donații private din afara țării (în special din SUA). Presiunea stării precare a finanțelor țării a dus la semnarea unui acord de reparații morale cu Germania de Vest. Pe durata dezbaterilor din Knesset, aproape 5000 de protestatari din partidele naționaliste de dreapta și de extrema stângă  s-au adunat să protesteze, iar poliția a trebuit să facă un cordon uman în jurul clădirii. Israelul a primit câteva de miliarde de mărci și  a  stabilit în 1965 relații diplomatice cu RFGermania. La sfârșitul anului 1953, Ben Gurion a demisionat și s-a retras în kibuțul Sde Boker din Negev, sperând să atragă un avânt al populării și dezvoltării zonei de deșert.

### Educația
Anul școlar începe pe 1 septembrie (2 septembrie dacă 1 septembrie este sâmbătă), se încheie pentru elevii de școală elementară pe 30 iunie (29 iunie dacă 30 iunie este sâmbătă), iar pentru elevii de liceu și liceu pe 20 iunie (iunie 19 dacă 20 iunie este sâmbătă). În plus, aproape de două ori mai mulți israelieni cu vârste cuprinse între 55 și 64 de ani dețineau o diplomă de învățământ superior comparativ cu alte țări OCDE, 47 la sută deținând o diplomă academică comparativ cu media OCDE de 25%.[25][26] Se situează pe locul cinci în rândul țărilor OECD pentru cheltuielile totale cu instituțiile de învățământ ca procent din PIB. Sistemul de învățământ este format din trei niveluri: învățământul primar (clasele 1-6, aproximativ 6-12 ani), gimnaziu (clasele 7-9, aproximativ 12-15 ani) și liceu (clasele 10-12, aproximativ 14-19 ani). 
Deoarece economia israeliană este în mare măsură bazată pe știință și tehnologie, piața muncii solicită persoanelor care au realizat o formă de învățământ superior, în special legată de știință și inginerie, pentru a obține un avantaj competitiv atunci când caută un loc de muncă. Eforturile pentru obținerea unor rezultate academice ridicate și succes educațional sunt subliniate în multe gospodării moderne evreiești israeliene, deoarece părinții se asigură că copiii lor sunt bine educați în mod adecvat pentru a dobândi abilitățile tehnologice necesare pentru succesul ocupării forței de muncă pentru a concura pe piața modernă a muncii din Israel, de înaltă tehnologie. 
Cultura israeliană consideră învățământul superior drept cheia unei mobilități mai mari și a unui statut socio-economic în societatea israeliană.[6] Timp de milenii, antisemitismul medieval european a interzis adesea evreilor să dețină terenuri și agricultură, ceea ce le-a limitat alegerile de carieră pentru a-și duce un trai decent. Cultura evreiască contemporană pune un accent puternic pe promovarea burselor în învățământ și pe cultivarea activităților intelectuale. Rata ridicată a nivelului de educație universitară al națiunii exemplifică modul în care societatea israeliană apreciază educația superioară.[9][10][11][12][13][14] O mare parte din populația evreiască israeliană vede educația ca pe un pașaport pentru un loc de muncă profesional decent și un salariu de clasă de mijloc în economia competitivă de înaltă tehnologie a țării. Educația este o valoare esențială în cultura evreiască și în societatea israeliană în general, mulți părinți israelieni sacrificându-și confortul personal și resursele financiare pentru a le oferi copiilor lor cele mai înalte standarde de educație posibile.[15] Acest lucru i-a forțat pe mulți evrei să acorde o atenție mult mai mare educației, permițându-le să caute opțiuni de carieră alternative care implicau activități antreprenoriale și profesionale cu guler alb, cum ar fi comerțul, știința, medicina, dreptul, contabilitatea și împrumuturile, deoarece aceste profesii necesitau niveluri mai ridicate alfabetizare verbală, matematică și științifică.[7] În 2012, țara s-a clasat pe locul al doilea în rândul țărilor OECD (egal cu Japonia și după Canada) pentru procentul de 25-64 de ani care au atins învățământul terțiar cu 46%, comparativ cu media OCDE de 32%. În 2011, țara a cheltuit 7,3% din PIB-ul său la toate nivelurile de educație, cu un procent mai mult decât media Organizației pentru Cooperare și Dezvoltare Economică de 6,3% și, ca rezultat, a promovat un sistem de învățământ care a ajutat la transformarea țării și la creșterea rapidă a acesteia. Evreii israelieni (în rândul celor cu vârsta de 25 de ani și peste) au în medie 11,6 ani de școală, ceea ce îi face să fie unii dintre cei mai bine educați dintre toate grupurile religioase majore din lume.[18][7] Israelienii consideră că competențele profesionale solicitate, cum ar fi alfabetizarea în matematică și științe, este deosebit de necesară pentru succesul ocupării forței de muncă în economia competitivă de înaltă tehnologie a secolului XXI din Israel.[15] Accentul educației în societatea israeliană își are rădăcinile moderne cel puțin de la diaspora evreiască din Renaștere și Iluminarea Mișcare până la rădăcinile sionismului din anii 1880. economie în ultimii 70 de ani.[25][26]
Sistemul educațional israelian a fost lăudat din diverse motive, inclusiv pentru calitatea sa înaltă și rolul său major în stimularea dezvoltării economice și a avântului tehnologic al Israelului.[27][28] Populația evreiască din Israel menține un nivel relativ ridicat de studii, unde puțin mai puțin de jumătate din toți evreii israelieni (46%) dețin diplome post-secundare. Mulți lideri de afaceri și organizații internaționale, cum ar fi fondatorul Microsoft Bill Gates și gigantul tehnologic IBM au lăudat Israelul pentru calitatea sa înaltă a educației, ajutând la stimularea dezvoltării economice a Israelului. Comunitățile evreiești din Levant au fost primele care au introdus educația obligatorie pentru care comunitatea organizată, nu mai puțin decât părinții, era responsabilă cu educația generației următoare.[8] Deși printre copiii imigranți născuți în Fosta Uniune Sovietica, rata de trecere a bagrutului este cea mai mare în rândul familiilor din statele FSU europene, la 62,6% și mai mică în rândul celor din statele din Asia Centrală și din Caucaz.[23] 
Populația Israelului este bine educată, iar societatea israeliană apreciază foarte mult educația.[15] Maariv a descris Arabii creștini „cel mai de succes în sistemul educațional”,[20] întrucât creștinii s-au descurcat cel mai bine în ceea ce privește educația în comparație cu orice altă religie din Israel.[21] Părinții evrei își asumă o mare responsabilitate de a inculca valoarea educației copiilor lor la o vârstă fragedă. Această cifră a rămas stabilă în nivelurile deja ridicate ale nivelului lor de educație în ultimele generații.[16][17] Copiii israelieni din familii de limbă rusă au o rată de promovare a bagrutului mai mare la nivelul liceului.[22] În 2014, 61,5% din toți elevii israelieni din clasa a XII-a au obținut un certificat de înmatriculare.[24] 

    Educația în Israel se referă la sistemul de învățământ cuprinzător al Israel.

### Relații externe
Având în vedere că atât Statele Unite cât și URSS susțineau noul stat, în primii ani Israelul a căutat să adopte o poziție nealiniată între cele 2 super-puteri. Totuși, în 1952, un proces anti-semitic a fost pus în scenă la Moscova în care un grup de doctori evrei erau acuzați că vor să îl otrăvească pe Stalin, urmat de procese similare în Cehoslovacia. Acestea și eșecul intrării în Conferința de la Bandung (al statelor ne-aliniate) a dus la sfârșitul încercărilor Israelului de a adopta o politică non-aliniată.
În 19 mai 1950, Egiptul a anunțat că, Canalul Suez urma să fie închis pentru navele israeliene și pentru comerț. În 1952, o lovitură de stat militară în Egipt la adus la putere pe Abdel Nasser. Statele Unite a urmărit relații apropiate cu noile state arabe, în particular cu Egiptul lui Nasser și cu Arabia Saudită.
Soluția Israelului la izolarea diplomată a fost să stabilească relații bune cu statele independente din Africa și cu Franța, care era angajată în războiul algerian.

### Guvernul Sharett (1954-55)

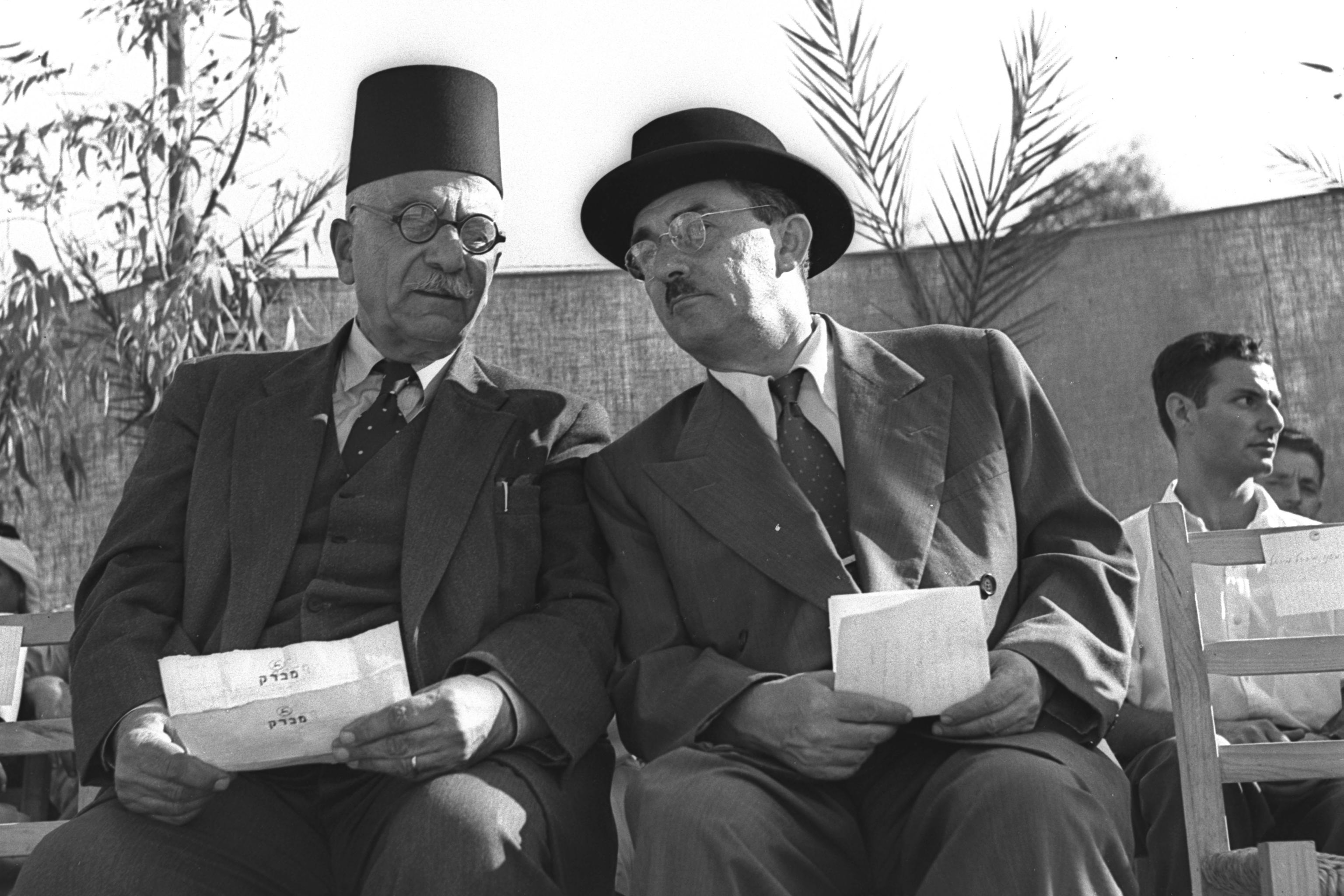
Amin Gargurah (stânga), Primarul Orașului Nazaret și Moshe Sharett, 1955

În alegerile din ianuarie 1955, Mapai a câștigat 40 de locuri iar Partidul Laburist 10, Moshe Sharett a devenit prim-ministru al Israelului ca șef al coaliției de stânga.
Arheologul și generalul Yigael Yadin a cumpărat Manuscrisele de la Marea Moartă în numele Statului Israel. Întregul prim-lot care a fost descoperit era deținut de Israel și ținut în secția „Sanctuarul Cărții” din Muzeul Israelului. În 1954, arma automată Uzi a fost folosită pentru prima dată în Forțele de Apărare ale Israelului.
Între 1953 și 1956, au existat confruntări intermitente de-a lungul graniței Israelului cu teroriști arabi și încălcări ale armistițiului care au rezultat în acțiuni ofensive israeliene.
În 1955, guvernul egiptean a început să recruteze oameni de știință naziști experți în rachete pentru un program propriu de construcție de rachete. Tensiunile ridicate au dus la o creștere a confruntărilor la granița israeliană iar Israelul a lansat atacuri asupra Gaza, Iordania și Siria (decembrie 1955-iulie 1956). Statele Arabe, susținute de URSS s-au plâns la ONU.
Guvernul Sharett a fost doborât de Afacerea Lavon, un plan care avea ca obiectiv să întrerupă relațiile dintre Egipt și SUA, care implica agenți israelieni ce aveau să pună bombe în locațiile americane din Egipt. Planul a eșuat când 11 agenți au fost arestați. Ministrul Apărării Lavon a fost acuzat deși a respins orice responsabilitate. Afacerea Lavon a dus la demisia lui Sharett și întoarcerea lui Ben Gurion în funcția de prim-ministru.

### Guvernul Ben Gurion II (1956-63)
Articolul principal: Criza Suezului
În 1956, președintele pro-sovietic al Egiptului, Gamal Abdel Nasser a anunțat naționalizarea Canalului Suez (deținut de britanici și francezi), care era principala surse de valută forte a Egiptului. Egiptul a blocat de asemenea Golful Akaba blocând accesul Israelienilor în Marea Roșie. Israelul a făcut un acord secret cu francezii la Sèvres pentru o operațiune militară coordonată împotriva Egiptului. Britanicii și francezii începuseră deja în secret pregătirile pentru acțiunea militară. Se spune că francezii acceptaseră inclusiv să construiască o centrală nucleară pentru israelieni și că până în 1968 aceștia erau capabili să producă arme nucleare. 
Britanicii și francezii au încheiat acordul cu Israelienii pentru a avea un pretext de a ocupa Canalul Suez. Israelul a fost atacat de Egipt, iar britanicii și francezii au cerut ambelor părți să se retragă. Atunci cand, așa cum era de așteptat, egiptenii au refuzat, forțele anglo-franceze au invadat și preluat controlul asupra canalului. Forțele israeliene, comandate de Generalul Moshe Dayan au atacat Egiptul în 29 octombrie 1956. În 30 octombrie, Marea Britanie și Franța au cerut ambelor parți să se retragă din zona canalului și astfel să permită ocuparea unor poziții cheie la Canal. Egiptul a refuzat iar aliații au început atacurile în 31 octombrie neutralizând forțele aeriene egiptene.
Până în 5 noiembrie, israelienii au ocupat Sinaiul. Invazia anglo-franceză a început chiar în acea zi. La Națiunile Unite, pentru prima dată Statele Unite și URSS au fost de acord să denunțe acțiunile Israelului, Marii Britanii și Franței. Cererea pentru un armistițiu a fost cu greu acceptat în 7 noiembrie.
La cererea Egiptului, ONU a trimis Forța de Urgență a ONU, compusă din 6.000 de soldați pentru menținerea păcii din 10 state, pentru a superviza armistițiul. Din 15 noiembrie, trupele ONU au stabilit o zonă în Sinai pentru ai separa pe Israelieni de forțele Egiptene. După ce au primit garanția americană că vor avea acces la Canalul Suez, acces liber la Golful Akaba și că egiptenii vor acționa pentru oprirea atacurilor dinspre Gaza, forțele israeliene sau retras la Nagev. În realitate, Canalul Suez a rămas închis pentru navele israeliene. 
În luptele cu israelienii, egiptenii au pierdut în jur de 11.000 de oameni (1.000 omorâți, 4.000 răniți și 6.000 capturați). Israelienii au avut 189 de morți, 899 de răniți și 4 capturați. Israelul a pierdut 15 avioane iar egiptenii doar 8. Echipamente egiptene în valoare de 50 de milioane de dolari au fost capturate de israelieni. Ofensiva israelieana a fost ajutată de elementul surprizei și de distrugerea a 200 de avioane de către forțele anglo-franceze chiar înainte de a pleca de la sol. Conflictul a semnalizat sfârșitul dominației vest-europene în Orientul Mijlociu.
Rudolph Kastner, un funcționar politic minor a fost acuzat de colaboraționism cu naziștii și ia dat în judecată pe acuzatorii lui. Kastner a pierdut procesul și a fost asasinat doi ani mai târziu. În 1958 Curtea Supremă la exonerat.

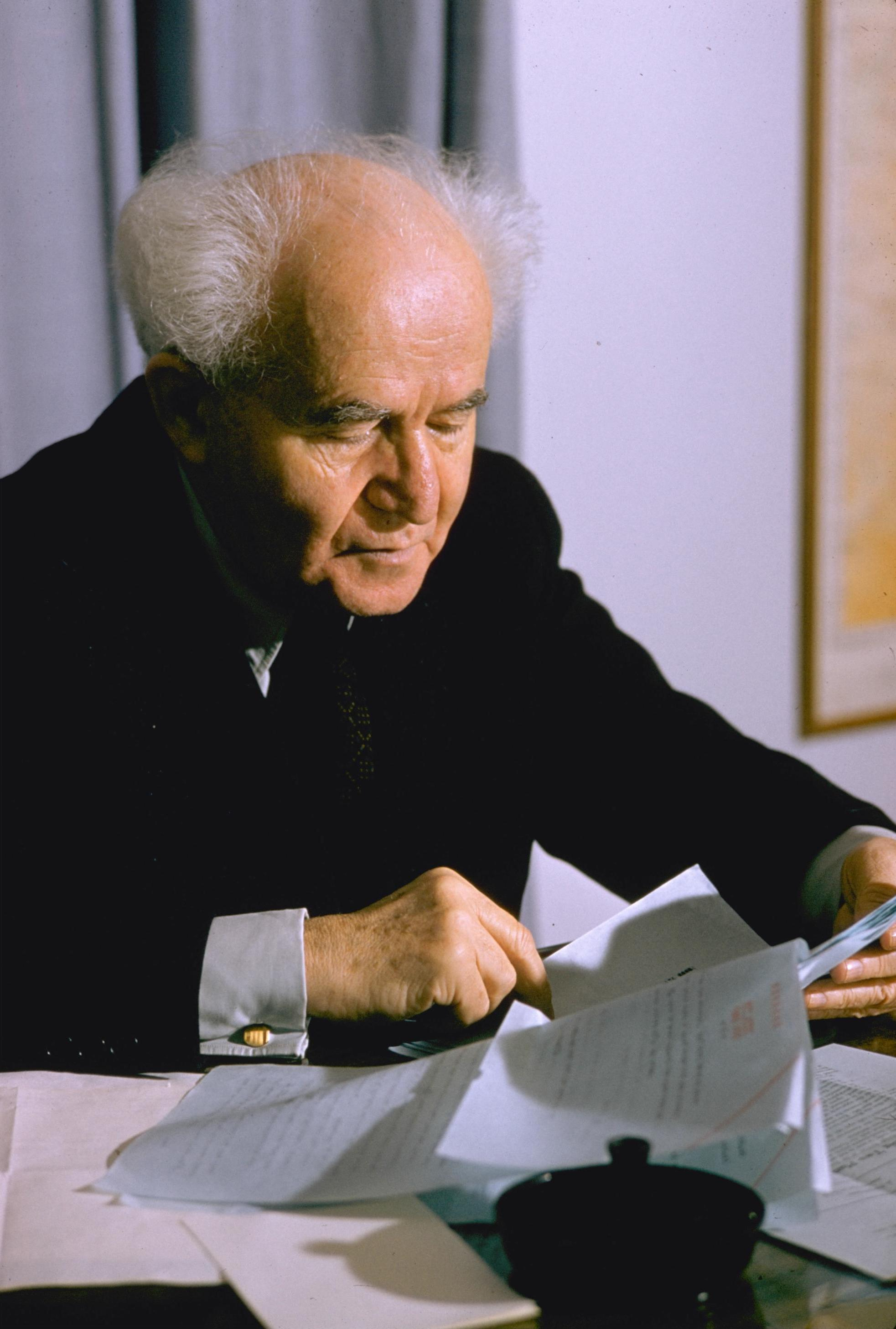
Prim-ministrul Israelului, David Ben Gurion

În Octombrie 1957 un bărbat cu probleme mintale a aruncat o grenadă în cadrul Knessetului rănindul pe Ben Gurion. Mapai a câștigat din nou alegerile în 1959, crescându-și numărul de mandate la 47 iar laburiștii aveau 7. Ben Gurion a rămas Prim Ministru.
În 1959, au avut din nou ciocniri de-a lungul frontierei Israelului care au continuat pe parcursul anilor 1960. Liga Arabă a continuat să mențină boicotul economic și a existat o dispută asupra drepturilor apei din bazinul râului Iordan. Cu sprijin sovietic, statele arabe, în special Egiptul si-au crescut forțele militare. Principalul furnizor de echipamente militare al Israelului a fost Franța.
În mai 1960, Mossadul la găsit pe Adolf Eichmann în Argentina, unul dintre conducătorii holocaustului nazist și la răpit ducândul în Israel. În 1961 a fost judecat și după câteva luni a fost găsit vinovat și condamnat la moarte. A fost spânzurat în 1962 și este singura persoană condamnată vreodată la moarte de un tribunal israelian. Mărturiile supraviețuitorilor Holocaustului de la proces și publicitatea extinsă care la înconjurat a dus ca procesul să fie considerat un punct de cotitură în conștiința publică a Holocaustului.
În 1961, o moțiune de neîncredere a dus la demisia lui Ben Garion. Mapai a câștigat alegerile din 1961 (42 de locuri), cu o ușoară reducere a numărului de locuri. Ben Garion a devenit din nou Prim Ministru. Partidul lui Menahem Begin Herut și liberașii au fost pe următoarele locuri cu 17 locuri fiecare. 
În 1962, Mossadul a început asasinarea oamenilor de știință germani din domeniul rachetelor care lucrau în Egipt, după ce unul dintre ei a raportat că programul de rachete a fost conceput pentru a transporta focoase chimice. Această acțiune a fost condamnată de Be Gurion și a condus la demisia directorului Mossad, Isser Harel.
În 1963, Ben Gurion a renunțat din nou din cauza scandalului Lavov. Încercările sale de a obține sprijinul partidului în această problemă au eșuat. Levi Eshkol a devenit noul prim-ministru și lider al Mapai.

## Dezvoltarea Israelului pe decade
|                                 | 1950   | 1960   | 1970   | 1980   | 1990   | 2000   | 2010          |
| ------------------------------- | ------ | ------ | ------ | ------ | ------ | ------ | ------------- |
| Populația (milioane)            | 1,4    | 2,1    | 3      | 3,9    | 4,8    | 6      | 7,5           |
| % din totalul evreilor din lume | 7%     |        | 20%    | 25%    | 30%    | 39%    | 42%           |
| PIB per capita în 2005 NIS      | 17.000 | 27.000 | 45.000 | 58.000 | 65.000 | 77.000 | 90.000 (2006) |